# 小行星9809
小行星9809（英語：9809 Jimdarwin）是一颗围绕太阳公转的小行星。1998年9月13日，洛厄尔天文台近地小行星搜寻计划在可可尼诺县发现了此天体。
这颗小行星的绝对星等为324.36190等。